# درنیک مارتیروسیان
درنیک آرامائیسی مارتیروسیان (ارمنی: Դերենիկ Արամայիսի Մարտիրոսյան؛ زادهٔ ۳ فوریهٔ ۱۹۴۳ - درگذشته ۱۲ آوریل ۲۰۲۱) بازیگر و عروسک‌گردان اهل ارمنستان بود.

## زندگی‌نامه
وی در ۳ فوریهٔ ۱۹۴۳ در واغارشاپات به دنیا آمد و از دانشگاه دولتی علوم پرورشی خاچاطور آبوویان ارمنستان فارغ‌التحصیل گشت. وی برنده جوایزی همچون مدال موسس خورناتسی (۲۰۱۶)، مدال طلای وزارت فرهنگ جمهوری ارمنستان ()، جشنواره آرتاوازد و هنرمند افتخاری جمهوری ارمنستان (۲۰۰۶) است. وی در ۱۲ آوریل ۲۰۲۱ در سن ۷۸ سالگی در درگذشت.